# Hendrik Mittelstädt
Hendrik Mittelstädt (* 1. Dezember 1999 in Marburg) ist ein deutscher Fußballspieler.

## Werdegang
Der Stürmer Hendrik Mittelstädt begann seine Karriere beim nordhessischen Amateurverein TSV Kirchhain und wechselte zunächst zum VfB Marburg, bevor er sich im Jahre 2016 dem Nachwuchsbereich von Eintracht Braunschweig anschloss. Mit der Eintracht spielte er in der A-Junioren-Bundesliga und gewann in der Saison 2016/17 den DFB-Pokal der Junioren durch einen 3:0-Finalsieg gegen den FC Carl Zeiss Jena. Im Sommer 2018 rückte Mittelstädt in den Kader der zweiten Herrenmannschaft auf und spielte in der fünftklassigen Oberliga Niedersachsen. Am Saisonende wurde die Mannschaft aufgelöst und Hendrik Mittelstädt wechselte zur zweiten Mannschaft des SC Paderborn 07 in die Oberliga Westfalen. Nach zwei Jahren folgte der Wechsel zur zweiten Mannschaft des 1. FC Köln und spielte fortan in der Regionalliga West. Auch in Köln spielte er zwei Jahre, bevor er sich dem Drittligisten SC Verl anschloss. Dort gab er sein Profidebüt am 5. August 2023 bei der 1:3-Niederlage beim FC Viktoria Köln, als er in der 81. Minute für Maximilian Wolfram eingewechselt wurde.
Im Juli 2024 wechselte er zum SC Fortuna Köln.

## Erfolge
- DFB-Junioren-Vereinspokalsieger: 2017